# Nanok
Nanok är författarnamnet till den svenska författaren Nanok Karin Susanne Find, ursprungligen Karin Susanne Gustavsson, född 25 juli 1971 i Täby församling i Stockholms län, och bosatt i Stockholm. Vem Nanok var, var tidigare okänt, vilket lett till spekulationer om författarens identitet och om syftet med författarskapet. Nanok Find bekräftar emellertid sitt författarskap på sin Facebook-sida, där hon avbildas på liknande bilder som förekommit i litterära sammanhang.
Nanok har omtalats som filosof, men saknar enligt egen utsago, akademisk utbildning inom detta område. Hon är främst intresserad av nyare fransk filosofi, däribland postmodernismen.  
Hennes mest uppmärksammade verk, det skönlitterära  "Grammatica obscura" har 
ett svårfångat tankeinnehåll, något som  boktiteln antyder. Det består av korta aforistiskt utformade "gravskrifter", delvis med självmotsägande innehåll.
Nanok Find har tidigare haft en Facebook-sida med namnet Nanok Birnbaum. Hon har dock aldrig officiellt haft detta namn.